# لحسن زينون
لحسن زينون (14 سبتمبر 1944 - 16 يناير 2024)، هو راقص، كوريغرافي، وُمخرج مغربي.

## مسيرته
وُلد عام 1944 بمدينة الدار البيضاء حصل على أول جائزة في الرقص من المعهد البلدي بالدار البيضاء سنة 1964. ولما أصبح راقصاً نجماً اشتغل مع كبار الكوريغرافيين، مثل بيتر فان ديك، جورج لوفيفر، أندي لوكليرهان فوص وجان برابان. وفي سنة 1978 أسس زينون مع زوجته ميشال باريت مدرسة للرقص وفرقة «باليه - مسرح زينون»، التي تخرج فيها عدة راقصين منهم ولداه. بعد أن نال لحسن زينون شهرة عالمية قدم عروضه في الغرب وفي العالم العربي، وأسهم في تصميم الرقصات لعدد من الأعمال السينمائية منها «الإغراء الأخير للسيد المسيح» لمارتن سكورسيزي و«شاي في الصحراء» لبرناردو برتولوتشي، و«ظل فرعون» لسهيل بنبركة. في سنة 1991 أخرج شريطاً قصيراً «حالة هذيان»، وأنجز ثلاثة أفلام قصيرة «الصمت» 2001، «البيانو» 2002 و«عثرة» 2003 الذي نال جوائز عدة.

## الوفاة
توفي لحسن زينون في 16 يناير 2024 عن عمر ناهز التاسعة والسبعين.

## روابط خارجية
- لحسن زينون على موقع IMDb (الإنجليزية)
- لحسن زينون على موقع أول موفي (الإنجليزية)
- لحسن زينون على موقع أول موفي (الإنجليزية)
- لحسن زينون على موقع قاعدة بيانات الفيلم (الإنجليزية)
- حوار مع لحسن زينون